# 仁川府営鉄道
仁川府営鉄道（じんせんふえいてつどう、旧字体：仁川府營鐵道、朝: 인천부영철도）はかつて日本統治下の京畿道仁川府(現在の大韓民国仁川広域市)に存在した鉄道路線。路線施設を仁川府が所有し、朝鮮総督府鉄道が借り上げて運行するという形態を取っていた。

## 概要
- 朝鮮総督府鉄道の仁川駅から、当時日本車輌製造の仁川工場などが位置した松峴町(現在の松峴洞（朝鮮語版）)への貨物輸送を目的として建設された[2]。

## 路線データ
- 路線長：2.8km
- 軌間：1435mm(標準軌)
- 駅数：3駅[1]
- 複線区間：なし
- 電化区間：なし

## 駅一覧
- 仁川駅[注 1]
- 花水町駅
- 松峴町駅